# Peleharen

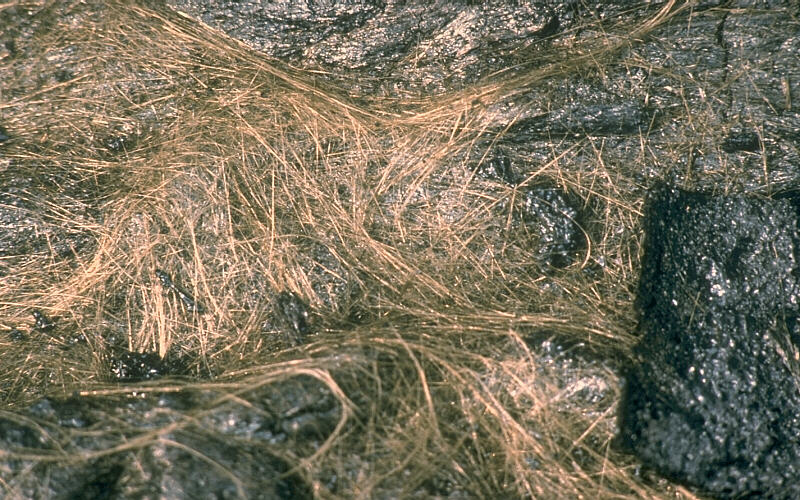
Peleharen

Peleharen (Engels: Pele's hair) zijn glasdraden die ontstaan tijdens een vulkaanuitbarsting. 
Tijdens zo'n uitbarsting worden kleine lavadeeltjes de lucht in geworpen. Deze worden vervolgens door de wind vervormd tot draden van meestal een halve millimeter dikte. In sommige gevallen zijn ze wel twee meter lang. Ze worden aan de lijzijde van een vulkaan gevonden en zijn geel- of goudkleurig.
De benaming is afgeleid van de Hawaïaanse godin Pele.